# Anthelephila toxopei
Anthelephila toxopei es una especie de coleóptero de la familia Anthicidae.

## Distribución geográfica
Habita en Buru (Indonesia).